# Mark "Chopper" Read
Mark Brandon "Chopper" Read (Melbourne, 17 de noviembre de 1954-Parkville, 9 de octubre de 2013) fue un criminal y escritor australiano. Sentenciado por distintos tipos de crímenes, incluyendo robo a mano armada, asalto y secuestro, Read pasó solo 13 meses fuera de prisión desde los 20 a los 38 años. Una vez fuera, se transformó en un escritor de éxito con sus novelas.
En 2005, Read se embarcó en una gira por Australia presentando un espectáculo titulado Soy Inocente, junto con el jugador de fútbol australiano Mark “Jacko” Jackson, y más tarde una gira por Sídney con un espectáculo junto al exdetective Roger “The Dodger” Rogerson.
Read contrajo matrimonio en 1995 con la funcionaria australiana Mary-Ann Hodge mientras cumplía condena en una prisión de Tasmania por dispararle a su amigo Sidney Collins. La pareja tuvo un hijo, Charlie, para luego divorciarse en 2001. En enero de 2003 Read se casó de nuevo, en esta ocasión con Margaret Casser, amiga suya desde hacía tiempo, y con la que tuvo un hijo, Roy Brandon. En 2002 apareció en la película australiana Trojan Warrior y en marzo de 2006 Read lanzó un álbum de rap titulado Interview with a Madman.

## Biografía
Read era hijo de un militar y de una devota de la iglesia Adventista del Séptimo Día. Fue dejado en un hogar de niños en sus primeros 18 meses de vida, pues su madre no podía o bien no quería cuidar de él. Read creció en los suburbios de Melbourne Collingwood, Thomastown, Fitzroy y Preston. En la escuela fue víctima de acoso escolar, habiendo declarado que a los 15 años ya "había perdido varios cientos de peleas", además de recibir maltrato por parte de su padre. A los 14 años fue puesto bajo la tutela del estado y estuvo internado en varias instituciones de salud mental durante su adolescencia.
Mediada la adolescencia Read ya era líder de la pandilla de Surrey Road, formada por él mismo, Dave the Jew, Cowboy Johnny Harris, Terry the Tank y varios otros. Uno de ellos, Cowboy Johnny, murió en una pelea callejera y tanto Read como Dave The Jew habrían cremado su cuerpo y esparcido sus cenizas en una piscina. Dave era el único cercano a Read en ese periodo de su vida, del cual no aparecen detalles en sus libros.
La carrera criminal de Read comenzó con un robo a los narcotraficantes que tenían base en los salones de masajes del área de Prahan. Después se especializó en secuestro y tortura de otros miembros del crimen organizado, con quienes solía usar sopletes o sierras para cortarles los dedos antes de matarlos.
Durante su estancia en la sección H de la prisión Pentridge, a fines de la década de los setenta, su presencia detonó una guerra dentro del recinto. Su pandilla participó en varios actos de violencia en contra de otras pandillas más numerosas durante esa época. También en ese periodo Read consiguió que otro recluso le cortara ambas orejas con la intención de salir temporalmente de su sección en la prisión; si bien en las primeras biografías sostuvo que la intención fue evitar la emboscada de otros reclusos, posteriormente afirmó que fue para "ganar una apuesta". Read sufrió una emboscada por parte de integrantes de su propia pandilla en la cual perdió algunos metros de intestino.
El apodo de “Chopper” fue, aparentemente, por el perro bulldog de la serie animada Yakky Doodle, producto de la costumbre de Read de proteger a los más pequeños e indefensos. En 1978 Read fue condenado a dos años de prisión por agresión después de atacar a un traficante de drogas y proxeneta que incentivaba a menores de una escuela de niñas a prostituirse, condena que "valió la pena" según declaró después. En total, Read admitió haber participado en 19 homicidios y de otros 11 intentos frustrados. 

## Muerte
Mark Read murió debido a un cáncer de hígado el 9 de octubre de 2013, a la edad de 58 años, en Melbourne, Victoria.

## Escritor
El primer libro de Read, Chopper: From the Inside Was, recopila las cartas que envió durante su estancia en la prisión de Melbourne Pentridge. Cuenta anécdotas de sus hazañas criminales y de prisión durante 1991, además de biografías para la prensa del mismo estilo. Sin embargo, a partir de Chopper 5: Pulp Faction, Read comenzó a escribir historias de ficción basadas en su experiencia criminal. Hubo intentos de prohibir un libro para niños escrito por Read titulado Hooky the Cripple.

## Cine
En 2001 la película Chopper, protagonizada por Eric Bana como Read, se basó en las historias relatadas en los libros de Read y en una investigación independiente, que en ocasiones contradice la versión de Read.